# Liste der Naturdenkmale in Fahrenbach
| Naturdenkmale | Anzahl |
| ------------- | ------ |
| FND           | 0      |
| END           | 12     |
| Gesamt        | 12     |

Die Liste der Naturdenkmale in Fahrenbach nennt die verordneten Naturdenkmale (ND) der im baden-württembergischen Neckar-Odenwald-Kreis liegenden Gemeinde Fahrenbach. In Fahrenbach gibt es insgesamt zwölf als Naturdenkmal geschützte Objekte, keines ist ein flächenhaftes Naturdenkmal (FND), alle sind Einzelgebilde-Naturdenkmale (END).
Stand: 31. Oktober 2016.

## Einzelgebilde (END)
| Name                     | Bild | Kennung     | Einzelheiten | Position | Fläche Hektar | Datum        |
| ------------------------ | ---- | ----------- | ------------ | -------- | ------------- | ------------ |
| Birnbaum                 |      | 82250240701 | Fahrenbach   | ???      | 0,0           | 1. März 1984 |
| Buche                    |      | 82250240704 | Fahrenbach   | ???      | 0,0           | 1. März 1984 |
| Buchengruppe             |      | 82250240707 | Fahrenbach   | ???      | 0,0           | 1. März 1984 |
| Eichbronneneiche         |      | 82250240706 | Fahrenbach   | ???      | 0,0           | 1. März 1984 |
| Eiche am Bahndamm        |      | 82250240703 | Fahrenbach   | ???      | 0,0           | 1. März 1984 |
| Eiche                    |      | 82250240708 | Fahrenbach   | ???      | 0,0           | 1. März 1984 |
| Eiche                    |      | 82250240711 | Fahrenbach   | ???      | 0,0           | 1. März 1984 |
| Linde                    |      | 82250240709 | Fahrenbach   | ???      | 0,0           | 1. März 1984 |
| Vier Kastanien           |      | 82250240710 | Fahrenbach   | ???      | 0,0           | 1. März 1984 |
| Zwei Birnbäume           |      | 82250240702 | Fahrenbach   | ???      | 0,0           | 1. März 1984 |
| Zwei Birnbäume           |      | 82250240705 | Fahrenbach   | ???      | 0,0           | 1. März 1984 |
| 1 Eiche                  | BW   | 82250581343 | Fahrenbach   | ⊙        | 0,0           | 1. Aug. 1988 |
| Legende für Naturdenkmal |      |             |              |          |               |              |